# CFB Kingston

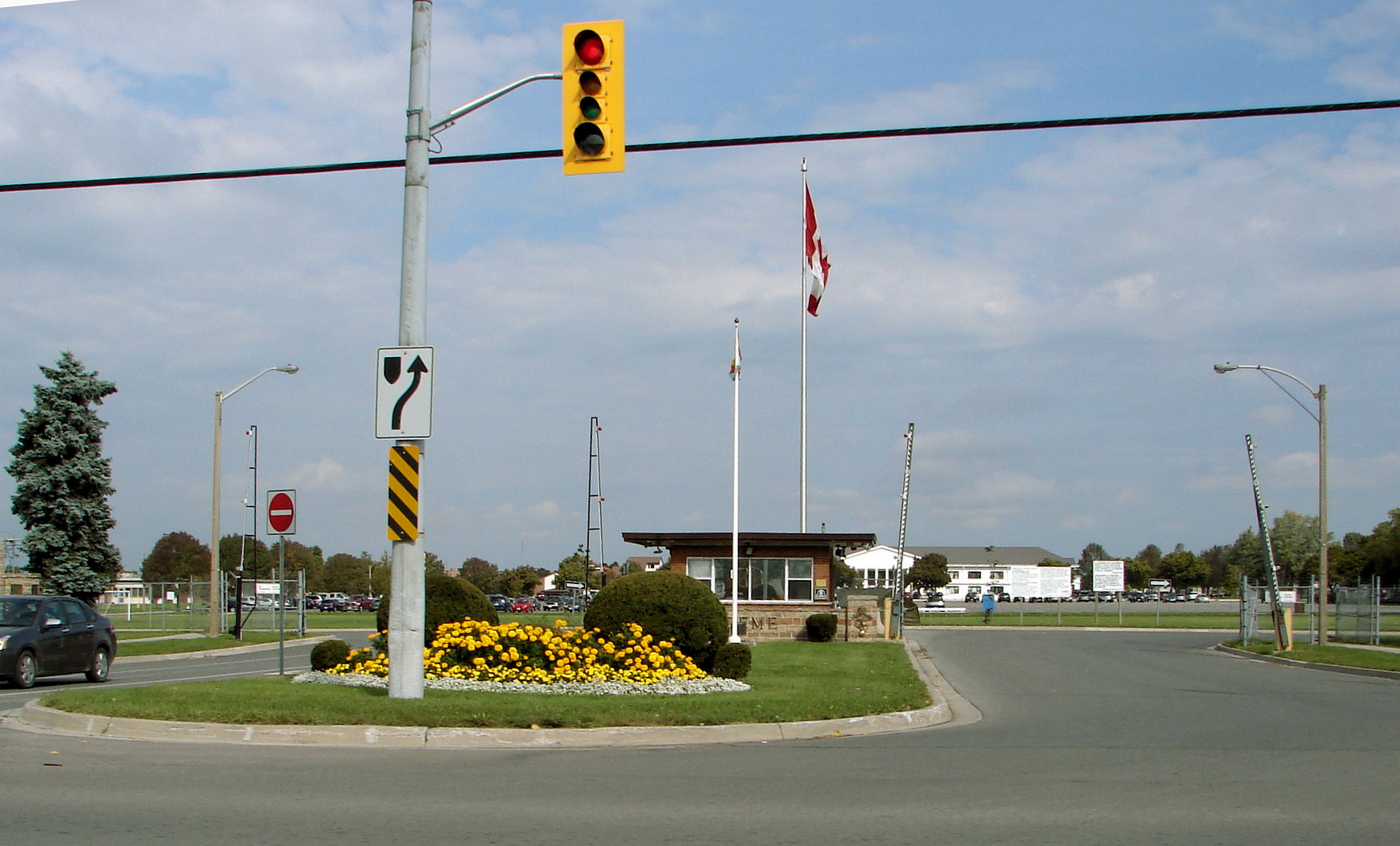
Haupt Einfahrtsbereich von CFB Kingston

Canadian Forces Base Kingston (kurz: CFB Kingston) ist ein Militärstützpunkt der kanadischen Streitkräfte in Kingston, Ontario, Kanada. Der Stützpunkt wird vom Department of National Defence (DND) betrieben und von der Canadian Army genutzt. Auf dem Stützpunkt sind ca. 8000 Soldaten und zivile Angestellte stationiert.

## Geschichte
Das Barriefield Military Camp wurde durch den Ausbruch des Ersten Weltkriegs im Jahre 1914 errichtet. Dieser wurde jedoch am östlichen Ufer des Cataraqui River gegenüber von Kingston, im Village of Barriefield errichtet. Dieser befand sich nördlich des Highway 2. Man benannte den Stützpunkt nach dem kanadischen Navy Rear-Admiral Sir Robert Barrie, welcher im Krieg von 1812 diente. 1937 wurde der Stützpunkt ausgebaut durch die Vimy Barracks. Die Barracks wurden der neue Hauptsitz der Royal Canadian Corps of Signals, welche vom Stützpunkt Borden verlegt wurden. Die Ausbildungseinrichtung der Royal Canadian School of Signals wurde ebenfalls auf den Stützpunkt verlegt. Ein weiterer größerer Ausbau erfolgte, als das Royal Canadian Ordnance Corps, den Stützpunkt als größte Trainingsanlage, während des Zweiten Weltkriegs ausgebaut hat. 1966 wurde der Stützpunkt durch die Zusammenlegung der kanadischen Teilstreitkräfte in Canadian Forces Base Kingston umbenannt. 1975 wurde das Royal Military College of Canada, das National Defence College, das Canadian Land Force Command and Staff College und das Canadian Forces School of Communications and Electronics auf dem Stützpunkt angesiedelt. 1988 erfolgte die Aktivierung einer primären Kampfeinheit auf dem Stützpunkt. Durch die Aktivierung der 1st Canadian Division Headquarters wurden durch die Operation Friction unter UN-Mandat Unterstützungseinheiten am Zweiten Golfkrieg beteiligt. Seit 1997 ist auch die Royal Canadian Air Force mit dem 1. Wing auf dem Stützpunkt angesiedelt.

## Einheiten
Der Stützpunkt wird als Trainingsgelände genutzt. Des Weiteren sind folgende Einheiten und Schulungseinrichtungen dort angesiedelt.
- Canadian Army
  - Land Force Doctrine and Training System (LFDTS)
  - 1st Canadian Infantry Division, Headquarters
  - Peace Support Training Centre (PSTC)
  - Princess of Wales’ Own Regiment (PWOR)
  - Communications and Electronics Branch
    - Canadian Forces School of Communications and Electronics (CFSCE)
    - Canadian Forces Joint Signal Regiment
    - 21 Electronic Warfare Regiment
    - 772 Electronic Warfare Squadron
    - 2 Electronic Warfare Squadron
    - Canadian Forces Crypto Maintenance Unit

- Royal Canadian Air Force
  - 1 Wing Kingston

- Royal Canadian Navy
  - HMCS Cataraqui
  - CSTC HMCS Ontario - Sea Cadet Summer Training Centre

- Canadian Forces Joint Operations Group
- Canadian Forces Joint Support Group
- Canadian Defence Academy
- Canadian Forces National Counter-Intelligence Unit Detachment Kingston
- 1 Dental Unit — Detachment Kingston
- 33 Canadian Forces Health Services Centre
- Military Post Office 305 Vimy Post Office
- Civilian Human Resources Office
- Kingston Garrison Learning and Career Centre
- Dispute Resolution Centre
- Canadian Forces Housing Agency
- 2 Military Police Regiment Detachment Kingston

- Military Communications and Electronics Museum
- Royal Military College of Canada
- Garrison Golf and Curling Club